# Mike Dunn
Pour les articles homonymes, voir Michael Dunn (homonymie) et Dunn.
Michael G. Dunn (né le 23 mai 1985 à Farmington, Nouveau-Mexique, États-Unis) est un lanceur de relève gaucher de baseball qui a joué en Ligue majeure de 2009 à 2019.

## Biographie

### Carrière scolaire et universitaire
Après des études secondaires à la Cimarron Memorial High School de Las Vegas (Nevada), Michael Dunn suit des études supérieures à la Lipscomb University puis à la Austin Peay State University. Il est drafté en juin 2003 par les Astros de Houston au quatorzième tour de sélection. Il repousse l'offre et poursuit ses études.

### Yankees de New York
Michael Dunn est drafté par les Yankees de New York au 33e tour de sélection le 7 juin 2004. Il fait ses débuts en Ligue majeure le 4 septembre 2009. Il lance un total de 4 manches en 4 parties en fin de saison, accordant 3 coups sûrs, 3 buts-sur-balles et 3 points mérités pour une moyenne de points mérités de 6,75. Il enregistre de plus 5 retraits sur des prises. Il n'est impliqué dans aucune décision.

### Braves d'Atlanta
Le 22 décembre 2009, Dunn est transféré aux Braves d'Atlanta en compagnie du voltigeur Melky Cabrera et du lanceur Arodys Vizcaino en retour des lanceurs Javier Vasquez et Boone Logan.
Dunn effectue 25 sorties en relève avec les Braves en 2010. Il remporte ses deux décisions et affiche une moyenne de points mérités de seulement 1,89 en 19 manches lancées.

### Marlins de la Floride
Le 16 novembre 2010, Dunn et le joueur d'utilité Omar Infante passent des Braves aux Marlins de la Floride en retour du joueur de deuxième but Dan Uggla. Utilisé 72 fois en relève par les Marlins en 2011, Dunn présente une moyenne de points mérités de 3,43 en 63 manches passées au monticule. Il est crédité de 5 victoires contre 6 défaites.

## Statistiques
| Saison | Équipe     | G   | GS | CG | SHO | V  | D  | SV | IP    | SO  | ERA  |
| ------ | ---------- | --- | -- | -- | --- | -- | -- | -- | ----- | --- | ---- |
| 2009   | NY Yankees | 4   | 0  | 0  | 0   | 0  | 0  | 0  | 4.0   | 5   | 6,75 |
| 2010   | Atlanta    | 25  | 0  | 0  | 0   | 2  | 0  | 0  | 19.0  | 27  | 1,89 |
| 2011   | Floride    | 72  | 0  | 0  | 0   | 5  | 6  | 0  | 63.0  | 68  | 3,43 |
| 2012   | Miami      | 60  | 0  | 0  | 0   | 0  | 3  | 1  | 44.0  | 47  | 4,91 |
| 2013   | Miami      | 75  | 0  | 0  | 0   | 3  | 4  | 2  | 67.2  | 72  | 2,66 |
| 2014   | Miami      | 75  | 0  | 0  | 0   | 10 | 6  | 1  | 57.0  | 67  | 3,16 |
| 2015   | Miami      | 72  | 0  | 0  | 0   | 2  | 5  | 0  | 54.0  | 65  | 4,50 |
| 2016   | Miami      | 51  | 0  | 0  | 0   | 6  | 1  | 0  | 42.1  | 38  | 3,40 |
| 2017   | Colorado   | 68  | 0  | 0  | 0   | 5  | 1  | 0  | 50.1  | 57  | 4,47 |
| 2018   | Colorado   | 25  | 0  | 0  | 0   | 0  | 0  | 0  | 17.0  | 12  | 9,00 |
| Totaux | Totaux     | 527 | 0  | 0  | 0   | 33 | 26 | 4  | 418.1 | 458 | 3,87 |

| Saison | Équipe  | G | GS | CG | SHO | V | D | SV | IP  | SO | ERA  |
| ------ | ------- | - | -- | -- | --- | - | - | -- | --- | -- | ---- |
| 2010   | Atlanta | 3 | 0  | 0  | 0   | 0 | 0 | 0  | 1.1 | 2  | 0,00 |
| Totaux | Totaux  | 3 | 0  | 0  | 0   | 0 | 0 | 0  | 1.1 | 2  | 0,00 |

Note : G = Matches joués ; GS = Matches comme lanceur partant ; CG = Matches complets ; SHO = Blanchissages ; 
V = Victoires ; D = Défaites ; SV = Sauvetages ; IP = Manches lancées ; SO = Retraits sur des prises ; ERA = Moyenne de points mérités.